# Willoughby Company

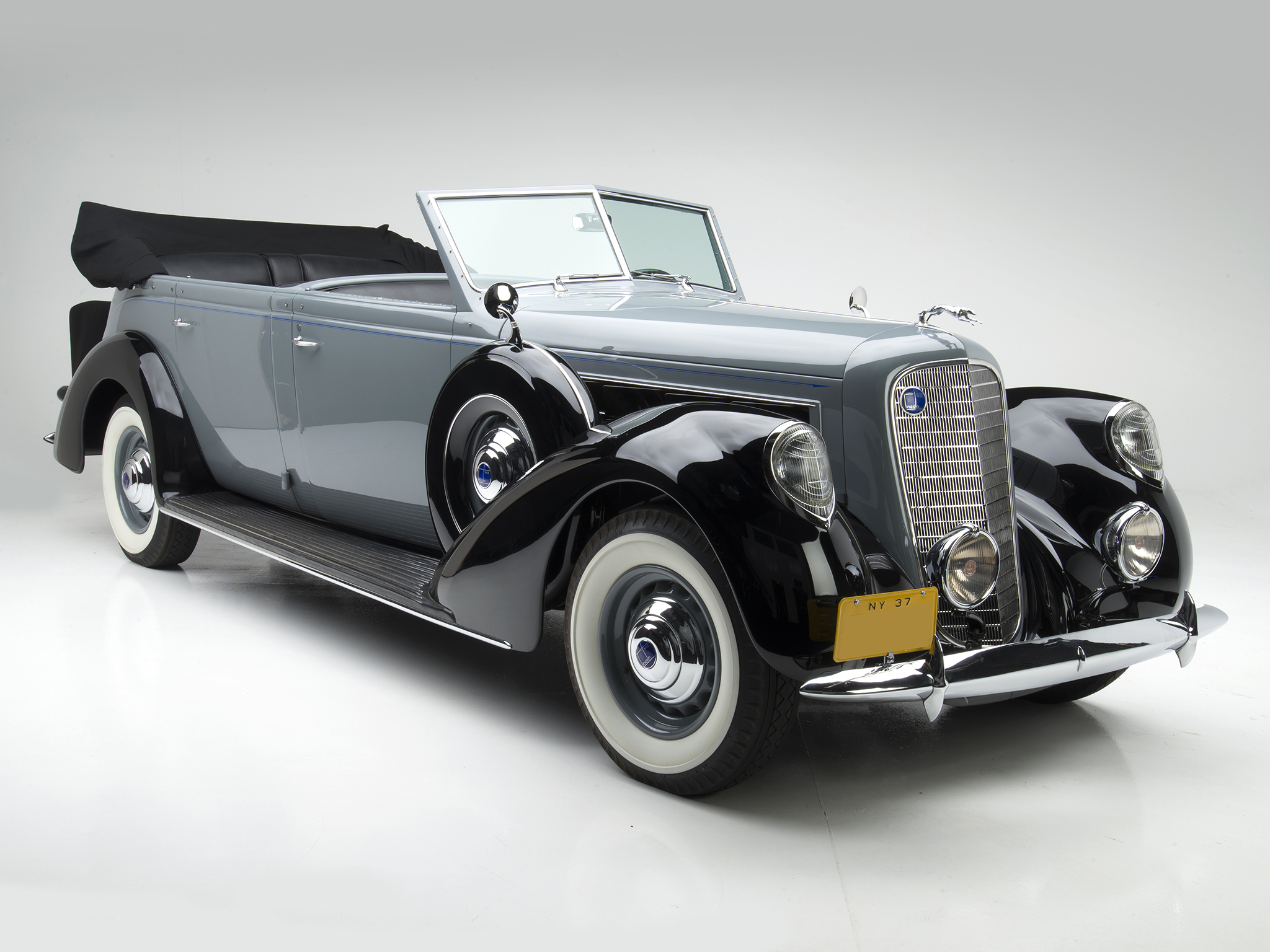
Lincoln Model K 7-Passenger Touring mit Karosserie von Willoughby (1937)

Willoughby Company war ein US-amerikanischer Hersteller von Karosserien und Fahrzeugen. Es wurde mehrfach umbenannt.

## Unternehmensgeschichte
1893 wurde E. A. Willoughby Carriage & Sleigh Works in Rome im US-Bundesstaat New York gegründet. Im März 1897 zerstörte ein Feuer das Werk.
Am 30. März 1897 übernahm Willoughby die Utica Carriage Company, die am 20. März 1893 gegründet wurde und sich 1897 in der Insolvenz befand. Der Sitz wurde nach Utica in New York verlegt. Die neue Firmierung lautete Willoughby’s Utica Carriage Company. Die Produktion von Kutschen, die beide Gesellschaften betrieben hatten, wurde fortgesetzt.
1898 wurde William H. Owen als Partner aufgenommen. Das Unternehmen wurde in Willoughby-Owen Company umbenannt. 1899 orderte die Columbia Automobile Company 135 Karosserien für ihre Elektroautos. Nach Fertigstellung dieses Auftrages begann 1901 die eigene Produktion von Automobilen. Der Markenname lautete Willoughby, evtl. mit dem Zusatz Electric. 1902 endete die Produktion kompletter Kraftfahrzeuge.
Am 28. Januar 1903 wurde die letzte Umfirmierung in Willoughby Company bekannt. Das Unternehmen stellte weiterhin Karosserien her. 1938 folgte die Auflösung.

## Kraftfahrzeuge
Das einzige Modell war ein Elektroauto.

## Karosserien
Das Unternehmen stellte Karosserien für Fahrzeuge folgender Hersteller her:
Cadillac, Chandler Motor Car, Cole Motor Car Company, Dodge, Duesenberg, H. H. Franklin Manufacturing Company, Hudson Motor Car Co., Lincoln, Locomobile, Lozier Motor Company, Marmon, Moon Motor Car Company, Packard, Peerless Motor Car Corporation, Pierce-Arrow, Remington Motor Vehicle Company, Rolls-Royce of America, Studebaker Corporation, Velie und Wills Sainte Claire Motor Company.